# Led Zeppelin North American Tour 1971
Led Zeppelin North American Tour 1971 var en konsertturné med det brittiska hårdrocksbandet Led Zeppelin i Schweiz, Kanada och USA 7 augusti - 17 september 1971. Denna turné startade med två konserter i Montreux innan man begavs över till Nordamerika.

## Låtlista
En ganska typisk låtlista med viss variation är följande:
1. "Immigrant Song" (Page, Plant)
2. "Heartbreaker" (Bonham, Page, Plant)
3. "Since I've Been Loving You" (Page, Plant, Jones)
4. "Out On the Tiles" (Intro) (Page, Plant, Bonham)/"Black Dog" (Page, Plant, Jones)
5. "Dazed and Confused" (Page)
6. "Stairway to Heaven" (Page, Plant)
7. "Celebration Day" (Jones, Page, Plant)
8. "That's the Way" (Page, Plant)
9. "Going to California" (Page, Plant)
10. "What Is and What Should Never Be" (Page, Plant)
11. "Moby Dick" (Bonham)
12. "Whole Lotta Love" (Bonham, Dixon, Jones, Page, Plant)

Extranummer
- "Communication Breakdown" (Bonham, Jones, Page)
- "Orgelsolo" (Jones) / "Thank You" (Page, Plant)
- "Rock and Roll" (Page, Plant, Jones, Bonham)

## Turnédatum

### Uppvärmningskonserter i Europa
- 07/08/1971:  Montreux Casino - Montreux
- 08/08/1971:  Montreux Casino - Montreux

### Nordamerika
- 19/08/1971:  Pacific Coliseum - Vancouver
- 20/08/1971:  Seattle Center Coliseum - Seattle
- 21/08/1971:  The Forum - Inglewood (Kalifornien)
- 22/08/1971:  The Forum - Inglewood
- 23/08/1971:  Tarrant County Convention Center - Fort Worth
- 24/08/1971:  Memorial Auditorium - Dallas
- 26/08/1971:  Hofheinz Pavilion - Houston
- 27/08/1971:  Civic Auditorium - Oklahoma City
- 28/08/1971:  St. Louis Arena - Saint Louis
- 29/08/1971:  Municipal Auditorium - New Orleans
- 31/08/1971:  Sports Stadium - Orlando
- 01/09/1971:  Hollywood Sportatorium - Pembroke Pines (Florida)
- 03/09/1971:  Madison Square Garden - New York
- 04/09/1971:  Maple Leaf Gardens - Toronto
- 05/09/1971:  Chicago Amphitheater - Chicago
- 06/09/1971:  Boston Garden - Boston
- 09/09/1971:  Hampton Roads Coliseum - Hampton (Virginia)
- 10/09/1971:  Onondaga Veterans Auditorium, Syracuse
- 11/09/1971:  War Memorial Auditorium - Rochester
- 13/09/1971:  Berkeley Community Theatre - Berkeley
- 14/09/1971:  Berkeley Community Theatre - Berkeley
- 16/09/1971:  Civic Auditorium - Honolulu
- 17/09/1971:  Civic Auditorium - Honolulu